# Digitale Prüfung
Eine digitale Prüfung, auch elektronische Prüfung, ist jede Form der summativen Evaluation, die wenigstens teilweise digital durchgeführt wird. Eine digitale Prüfung kann in Präsenz sowie als Fernprüfung durchgeführt werden. Digitale Prüfungen werden üblicherweise unter Aufsicht durchgeführt.

## Computer als Eingabegerät
Computer können dabei als Eingabegerät verwendet werden, um Aufgaben in einer Lernplattform zu lösen. Die Verwendung von Lernplattformen bietet den Vorteil, dass die Lösungen auf der Plattform eingegeben und von dieser erfasst werden und an die Prüfenden weitergegeben werden. Oftmals findet sich dort auch die Möglichkeit, eine automatische Bewertung durchzuführen. Dies ist insbesondere dann möglich, wenn Aufgabentypen verwendet werden, die Lösungen in geschlossener oder Auswahlform zulassen; darunter fallen beispielsweise Multiple-Choice-Fragen oder Lückentexte. Lernplattformen bieten aber auch spezialisiertere Aufgabentypen an, wie beispielsweise automatisiert bewertete Programmier-Aufgaben in der Informatik.

## Authentische Computerprüfungen
Alternativ können Programme verwendet werden, deren gezielte Nutzung Teil der Aufgabenstellung ist. Dies kann insbesondere dann der Fall sein, wenn das Prinzip des Constructive Alignment eingehalten werden soll, wenn also die Verwendung digitaler Werkzeuge explizit als Lernziel formuliert ist und dann auch entsprechend zu prüfen ist. Beispiele sind integrierte Entwicklungsumgebungen, die zur Entwicklung von Software eingesetzt werden, CAD-Werkzeuge im Maschinenbau oder Bauingenieurwesen sowie Design-Werkzeuge für Designer und Gestaltende.

## Technische Systeme für Digitale Prüfungen
Digitale Prüfungen erhöhen die Gefahr von Täuschungshandlungen, da der Computer zur unerlaubten Recherche genutzt werden könnte. Zur Vermeidung von Täuschungshandlungen gibt es spezielle Browser wie den Safe Exam Browser der ETH Zürich, die im Kiosk-Modus laufen und dadurch die Interaktion einschränken; infolge der Corona-Pandemie und vorübergehenden Lockdowns wurden für Fernprüfungen verstärkt solche sogenannte Lockdown-Browser entwickelt, wobei die begriffliche Verwandtschaft zufällig ist (Lockdown-Browser kommt von locking down the computer, nicht dessen Nutzer). Diese Werkzeuge sind allerdings nur unter Aufsicht effektiv, da in unbeaufsichtigten Fernprüfungen ansonsten beliebig parallel andere Geräte wie zum Beispiel Smartphones verwendet werden können (in Fernprüfungen kann diese Aufsicht durch Videokonferenztechnologie erreicht werden, was jedoch rechtliche Fragen aufgrund möglicher Verletzung der Privatsphäre aufwerfen kann).

## Vorgehensweisen

### Institutionseigene Geräte versus Bring Your Own Device
Grundsätzlich können Geräte von den Hochschulen gestellt werden oder die Studierenden bringen ihre eigenen Geräte (bring your own-device (BYOD)). Ersteres hat den Vorteil, dass die Installation der Software und Netzzugänge unter der Kontrolle der Institution sind, ist allerdings mit beträchtlichen Kosten und Aufwand verbunden. BYOD ist sehr viel kostengünstiger und höher skalierbar, geht jedoch mit Kontrollverlust einher und bedingt die Einführung eines Laptop-Obligatoriums; außerdem ist die zwangsweise Installation eines Lock-Dock-Browsers in einigen Ländern rechtlich fragwürdig, da dieser als Spyware angesehen werden könnte. In realen Situationen ist eine Institution oft gut beraten, beide Strategien parallel zu verfolgen und situationsgerecht anzuwenden.

### Ausblick
Eine mögliche Vorgehensweise in der Zukunft könnte sein, auf Papier und Bleistift zurückzugehen, diese Prüfungen jedoch vom Computer auswerten oder zumindest vorauswerten zu lassen. Dies erlaubt offene Antworten wie Herleitungen oder Beweise, welche dann mittels Texterkennung oder multimodaler künstlicher Intelligenz in maschinenlesbare Form (bei Prüfungen, die mathematische Ausdrücke, Entwicklungen und Formeln enthalten, zum Beispiel LaTeX oder MathML) umgesetzt und von künstlicher Intelligenz benotet werden.

## Akzeptanz und Verbreitung
Trotz langjähriger Verfügbarkeit von digitalen Prüfungen (PC-Klausuren gibt es in Deutschland seit über 30 Jahren) war ihr Anteil vor der Corona-Pandemie gering; 2018 lag der Anteil digital am PC durchgeführter Prüfungen bei nur circa 5  %. Gründe dafür waren begrenzte Infrastruktur, rechtliche Unsicherheiten und teils Vorbehalte gegenüber den Aufgabenformaten. Beispielsweise stehen viele Lehrende in der DACH-Region klassischen Multiple-Choice-Aufgaben skeptisch gegenüber und bevorzugen offene Fragen oder mündliche Prüfungen, was die breite Nutzung standardisierter digitaler Prüfungen bremst.
Infolge der Corona-Pandemie etablierten sich digitale Prüfungen an vielen Hochschulen in Deutschland, Österreich und der Schweiz. Auch ab 2022 blieb digitales Prüfen ein wichtiges Thema, wobei eine Verschiebung von Fern- auf Campus-Prüfungen stattfand. Im Sommersemester 2022 hatten 23.2  % der Hochschulen digitale Prüfungen vor Ort unter Aufsicht, im Wintersemester 2023/24 waren dies bereits 50.5  %. Demgegenüber hatten im Sommersemester 2022 noch 27.5  % der Hochschulen unbeaufsichtigte digitale Fernprüfungen und 27.1  % beaufsichtigte digitale Fernprüfungen; diese Zahlen sanken im Wintersemester 2023/24 auf jeweils 16.5  % und 9.2  %.